# Ponte do Limão
A Ponte do Limão - Adhemar Ferreira da Silva é uma ponte que cruza o rio Tietê, na cidade de São Paulo, Brasil. Constitui parte do sistema viário da Marginal Tietê.
Ela interliga a porção norte da Avenida Ordem e Progresso, na Casa Verde à porção sul da mesma avenida, já no distrito da Barra Funda.
Pela Lei Municipal 14.576 de 31 de outubro de 2007, sua denominação passou a ser Ponte do Limão - Adhemar Ferreira da Silva. Bicampeão olímpico, o homenageado foi o primeiro atleta brasileiro em salto à distância a conquistar medalha de ouro pelo país, em 1952 na Finlândia e em 1956 na Austrália. Morador da Zona Norte da cidade de São Paulo, o atleta era formado em Direito, Educação Física e Relações Públicas. Faleceu em 12 de janeiro de 2001.